# Callipallene cinto
Callipallene cinto là một loài nhện biển trong họ Callipallenidae. Loài này thuộc chi Callipallene. Callipallene cinto được miêu tả khoa học năm 2009 bởi Müller & Krapp.